# Bank of the West Classic
Bank of the West Classic är en tennisturnering för damer som spelas årligen i Stanford, Kalifornien, USA. Turneringen startade 1971 och det är den äldsta turneringen endast för damer i världen och den spelas på hardcourt. Den ingår för närvarande i kategorin Premier på WTA-touren.
Martina Navratilova innehar rekordet för flest vunna singeltitlar: fem stycken (1979-1980, 1988, 1991, and 1993).

## Resultat

### Singel
| År   | Mästare                 | Finalist                | Resultat        |
| ---- | ----------------------- | ----------------------- | --------------- |
| 1971 | Billie Jean King        | Rosemary Casals         | 6–3, 6–4        |
| 1972 | Billie Jean King        | Kerry Melville          | 7–6, 7–6        |
| 1973 | Margaret Court          | Kerry Melville          | 6–3, 6–3        |
| 1974 | Billie Jean King        | Chris Evert             | 7–62, 6–2       |
| 1975 | Chris Evert             | Billie Jean King        | 6–1, 6–1        |
| 1976 | Chris Evert             | Evonne Goolagong Cawley | 7–5, 7–62       |
| 1977 | Sue Barker              | Virginia Wade           | 6–3, 6–4        |
| 1978 | spelades inte           |                         |                 |
| 1979 | Martina Navrátilová     | Chris Evert             | 7–5, 7–5        |
| 1980 | Martina Navrátilová     | Evonne Goolagong Cawley | 6–1, 7–64       |
| 1981 | Andrea Jaeger           | Virginia Wade           | 6–3, 6–1        |
| 1982 | Andrea Jaeger           | Chris Evert Lloyd       | 7–65, 6–4       |
| 1983 | Bettina Bunge           | Sylvia Hanika           | 6–3, 6–3        |
| 1984 | Hana Mandlíková         | Martina Navrátilová     | 7–66, 3–6, 6–4  |
| 1985 | Hana Mandlíková         | Chris Evert Lloyd       | 6–2, 6–4        |
| 1986 | Chris Evert-Lloyd       | Kathy Jordan            | 6–2, 6–4        |
| 1987 | Zina Garrison           | Sylvia Hanika           | 7–5, 4–6, 6–3   |
| 1988 | Martina Navrátilová     | Larisa Savchenko        | 6–1, 6–2        |
| 1989 | Zina Garrison           | Larisa Savchenko        | 6–1, 6–1        |
| 1990 | Monica Seleš            | Martina Navrátilová     | 6–3, 7–65       |
| 1991 | Martina Navrátilová     | Monica Seleš            | 6–3, 3–6, 6–3   |
| 1992 | Monica Seleš            | Martina Navrátilová     | 6–3, 6–4        |
| 1993 | Martina Navrátilová     | Zina Garrison Jackson   | 6–2, 7–61       |
| 1994 | Arantxa Sánchez Vicario | Martina Navrátilová     | 1–6, 7–65, 7–65 |
| 1995 | Magdalena Maleeva       | Ai Sugiyama             | 6–3, 6–4        |
| 1996 | Martina Hingis          | Monica Seleš            | 6–2, 6–0        |
| 1997 | Martina Hingis          | Conchita Martínez       | 6–0, 6–2        |
| 1998 | Lindsay Davenport       | Venus Williams          | 6–4, 5–7, 6–4   |
| 1999 | Lindsay Davenport       | Venus Williams          | 7–61, 6–2       |
| 2000 | Venus Williams          | Lindsay Davenport       | 6–1, 6–4        |
| 2001 | Kim Clijsters           | Lindsay Davenport       | 6–4, 6–75, 6–1  |
| 2002 | Venus Williams          | Kim Clijsters           | 6–3, 6–3        |
| 2003 | Kim Clijsters           | Jennifer Capriati       | 4–6, 6–4, 6–2   |
| 2004 | Lindsay Davenport       | Venus Williams          | 7–64, 5–7, 7–64 |
| 2005 | Kim Clijsters           | Venus Williams          | 7–5, 6–2        |
| 2006 | Kim Clijsters           | Patty Schnyder          | 6–4, 6–2        |
| 2007 | Anna Tjakvetadze        | Sania Mirza             | 6–3, 6–2        |
| 2008 | Aleksandra Wozniak      | Marion Bartoli          | 7–5, 6–3        |

### Dubbel
| År   | Mästare                                   | Finalister                                     | Resultat       |
| ---- | ----------------------------------------- | ---------------------------------------------- | -------------- |
| 1971 | Rosemary Casals Billie Jean King          | Françoise Durr Ann Haydon Jones                | 6–4, 6–7, 6–1  |
| 1972 | Rosemary Casals Virginia Wade             | Françoise Durr ' Judy Tegart Dalton            | 6–3, 5–7, 6–2  |
| 1973 | Margaret Court Lesley Hunt                | Wendy Overton Valerie Ziegenfuss               | 6–1, 7–5       |
| 1974 | Chris Evert Billie Jean King              | Françoise Durr Betty Stöve                     | 6–4, 6–2       |
| 1975 | Chris Evert Billie Jean King              | Rosemary Casals Virginia Wade                  | 6–2, 7–5       |
| 1976 | Billie Jean King Betty Stöve              | Rosemary Casals Françoise Durr                 | 6–4, 6–1       |
| 1977 | Kerry Melville Reid Greer Stevens         | Sue Barker Ann Kiyomura                        | 6–3, 6–1       |
| 1978 | spelades inte                             |                                                |                |
| 1979 | Rosemary Casals Chris Evert               | Tracy Austin Betty Stöve                       | 3–6, 6–4, 6–3  |
| 1980 | Sue Barker Ann Kiyomura                   | Greer Stevens Virginia Wade                    | 6–0, 6–4       |
| 1981 | Rosemary Casals Wendy Turnbull            | Martina Navrátilová Virginia Wade              | 6–1, 6–4       |
| 1982 | Barbara Potter Sharon Walsh               | Kathy Jordan Pam Shriver                       | 6–1, 3–6, 7–65 |
| 1983 | Claudia Kohde-Kilsch Eva Pfaff            | Rosemary Casals Wendy Turnbull                 | 6–4, 4–6, 6–4  |
| 1984 | Martina Navrátilová Pam Shriver           | Rosemary Casals Alycia Moulton                 | 6–2, 6–3       |
| 1985 | Hana Mandlíková Wendy Turnbull            | Rosalyn Fairbank Candy Reynolds                | 4–6, 7–5, 6–1  |
| 1986 | Hana Mandlíková Wendy Turnbull            | Bonnie Gadusek Helena Suková                   | 7–65, 6–1      |
| 1987 | Hana Mandlíková Wendy Turnbull            | Zina Garrison Gabriela Sabatini                | 6–4, 7–64      |
| 1988 | Rosemary Casals Martina Navrátilová       | Hana Mandlíková Jana Novotná                   | 6–4, 6–4       |
| 1989 | Patty Fendick Jill Hetherington           | Larisa Savchenko Natalia Zvereva               | 7–5, 3–6, 6–2  |
| 1990 | Meredith McGrath Anne Smith               | Rosalyn Fairbank Robin White                   | 2–6, 6–0, 6–4  |
| 1991 | Patty Fendick Gigi Fernández              | Martina Navrátilová Pam Shriver                | 6–4, 7–5       |
| 1992 | Gigi Fernández Natalia Zvereva            | Rosalyn Fairbank-Nideffer Gretchen Rush Magers | 3–6, 6–2, 6–4  |
| 1993 | Patty Fendick Meredith McGrath            | Amanda Coetzer Ines Gorrochategui              | 6–2, 6–0       |
| 1994 | Lindsay Davenport Arantxa Sánchez Vicario | Gigi Fernández Martina Navrátilová             | 7–5, 6–4       |
| 1995 | Lori McNeil Helena Suková                 | Katrina Adams Zina Garrison Jackson            | 3–6, 6–4, 6–3  |
| 1996 | Lindsay Davenport Mary Joe Fernández      | Gigi Fernández Nathalie Tauziat                | 6–1, 6–3       |
| 1997 | Lindsay Davenport Martina Hingis          | Conchita Martínez Patricia Tarabini            | 6–1, 6–3       |
| 1998 | Lindsay Davenport Natasha Zvereva         | Larisa Savchenko Neiland Elena Tatarkova       | 6–4, 6–4       |
| 1999 | Lindsay Davenport Corina Morariu          | Anna Kournikova Jelena Lichovtseva             | 6–4, 6–4       |
| 2000 | Chanda Rubin Sandrine Testud              | Cara Black Amy Frazier                         | 6–4, 6–4       |
| 2001 | Janet Lee Wynne Prakusya                  | Nicole Arendt Caroline Vis                     | 3–6, 6–3, 6–3  |
| 2002 | Lisa Raymond Rennae Stubbs                | Janette Husárová Conchita Martínez             | 6–1, 6–1       |
| 2003 | Cara Black Lisa Raymond                   | Yoon Jeong Cho Francesca Schiavone             | 7–65, 6–1      |
| 2004 | Eleni Daniilidou Nicole Pratt             | Iveta Benešová Claudine Schaul                 | 6–2, 6–4       |
| 2005 | Cara Black Rennae Stubbs                  | Jelena Lichovtseva Vera Zvonareva              | 6–3, 7–5       |
| 2006 | Anna-Lena Grönefeld Shahar Pe'er          | Maria Elena Camerin Gisela Dulko               | 6–1, 6–4       |
| 2007 | Sania Mirza Shahar Pe'er                  | Victoria Azarenka Anna Tjakvetadze             | 6–4, 7–65      |
| 2008 | Cara Black Liezel Huber                   | Jelena Vesnina Vera Zvonareva                  | 6–4, 6–3       |